# Província de Khmelnitski

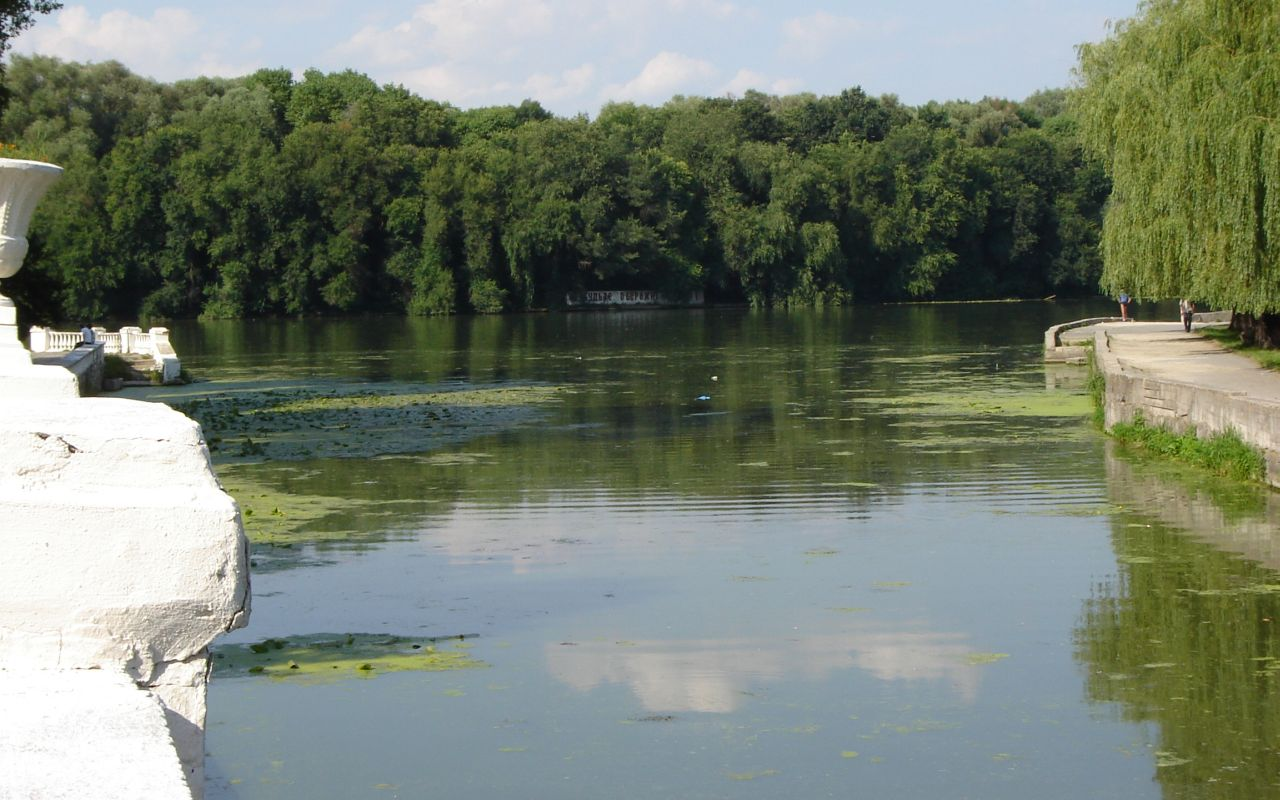
El riu Ploska (en primer pla) a la seva confluència amb el Buh Meridional (segon pla) a la ciutat de Khmelnitski

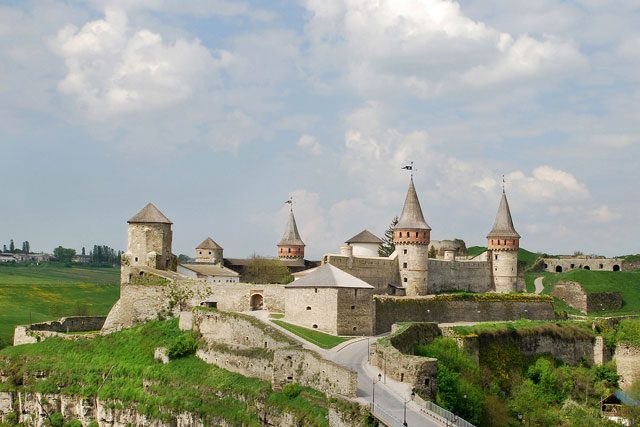
La fortalesa de Kàmianets-Podilski, patrimoni de la humanitat.

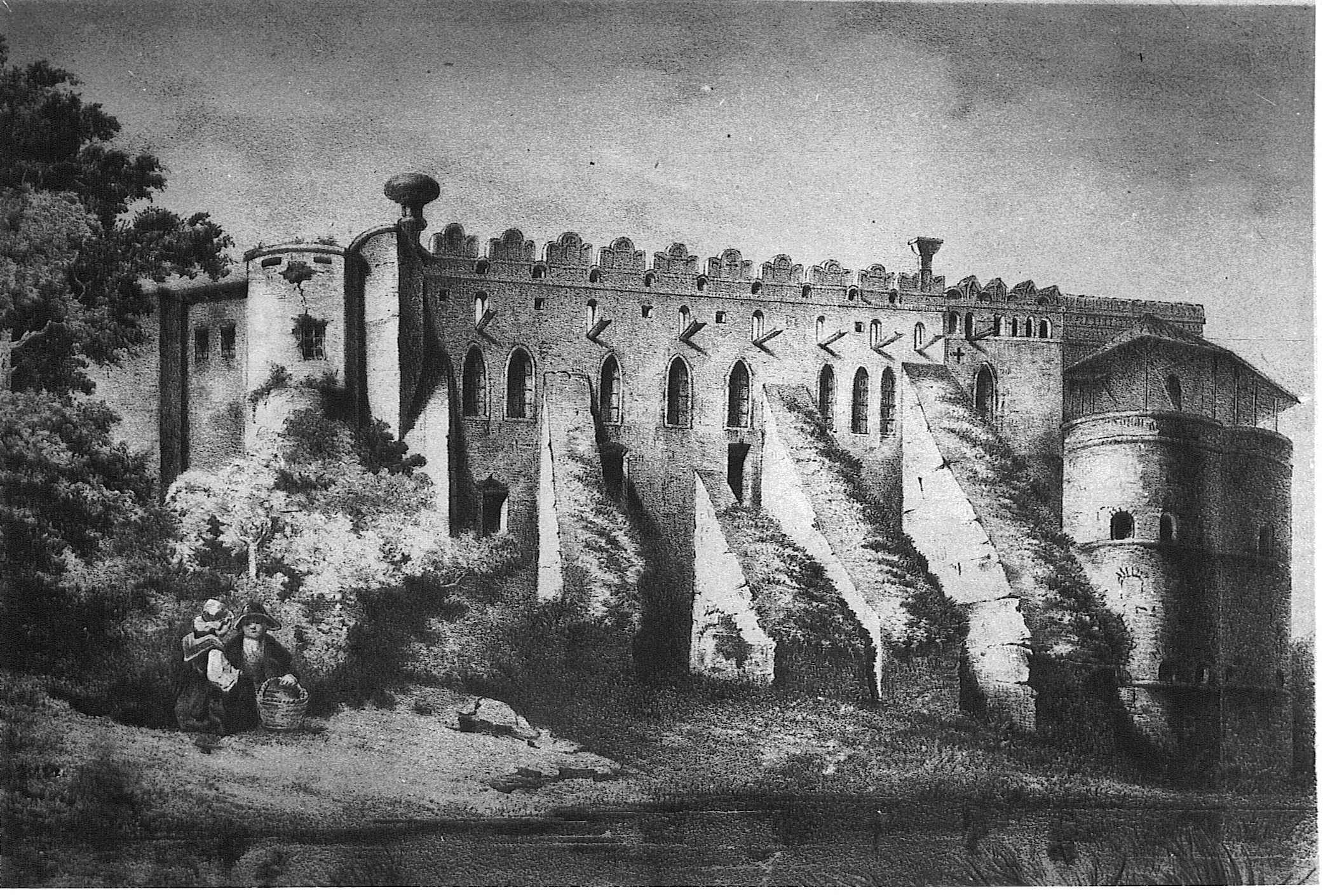
Castell de Medjíbij en un aiguafort (?) del 1850.

La província de Khmelnitski (ucraïnès: Хмельницька область, transcrit: Khmelnitska óblast; nom informal: Хмельниччина, Khmelnítxina) és una óblast (província) d'Ucraïna Occidental que es va crear el 1937. La frontera sud de l'óblast és dibuixada pel riu Dnièster. Forma part de les regions històriques de Podíl·lia (Поділля), Volínia (Волинь) i Políssia (Полісся). La capital de l'óblast des del 1941 és Khmelnitski (Хмельницький, nom abans del 1954: Проскурів, Proskúriv). La primera capital va ser a Kàmianets-Podilski (del 1937 al 1941), i l'óblast es deia "óblast de Kàmianets-Podilski".
Limita amb l'óblast de Rivne al nord, amb les óblasts de Jitòmir i Vínnitsia a l'est, amb la de Txernivtsí al sud, i amb la de Ternòpil a l'oest. Per millor situar l'óblast, vegeu aquest mapa d'Ucraïna que mostra les divisions administratives i països veïns de forma molt clara (en anglès).

## Geografia física

### Relleu
La majoria de l'óblast consisteix en les planes suaument ondulades de l'altiplà de Podíl·lia (altitud mitjana: 270–370 m), travessat pels sistemes hidrogràfics del Dnipró, el Buh Meridional і el Dnièster.
Al nord-est de l'óblast es troba l'altiplà de Volínia (fins a 329 m d'altitud), i al nord, la plana de Podíl·lia (altitud 200–250 m).
Al sud-oest, prop de Kàmianets-Podilski es troben els tossals de Tovtri, els quals conformen el Parc Nacional dels Podilski Tovtry. El seu punt més elevat és el tossal de Velika Buhaïkha (Велика Бугаїха) (409 m). És rica en formacions càrstiques, com ara les coves o avencs d'Atlàntida i Zalutxanska.

### Hidrografia

#### Rius
Pel territori de l'óblast hi passen 120 rius de més de 10 km de llargada. El major és el Dníster (travessa 160 km de l'óblast), seguit del Buh Meridional (120 km dins l'óblast).
- Dnièster (Дністер)

Afluents del Dnièster:
- - Zbrutx (Збруч)
  - Smòtritx (Смо́трич)
  - Úixitsia (У́шиця)
- Buh Meridional (Південний Буг)

Tributaris del Buh Meridional:
- - Bujok (Бужок)
  - Vovk (Вовк)
  - Ikva (Іква)
  - Ploska (Плоска)
- Rius de la conca del Dnipró
  - Horín (Гори́нь)
  - Slutx (Случ)
  - Khomora (Хомора)

### Parcs naturals
- Parc nacional dels tossals dels Tovtri de Podíl·lia (Національний природний парк «Подільські То́втри», Natsionalni prirodni park "Podilski Tovtri", escurçat НПП «Подільські Товтри», NPP "Podilski Tovtri") és un parc natural declarat el 1996 i què comprèn una part dels tossals dels Tovtri de Podíl·lia, al sector sud-oest de l'óblast, en un territori emmarcat pel sud pel Dnièster i per l'oest pel Zbrutx. Vegeu la seva plana oficial, enllaçat aquí (en ucraïnès, rus, polonès i anglès), i també la plana d'Ucraïna Incògnita Arxivat 2010-12-12 a Wayback Machine., amb un article (en ucraïnès) i diverses fotos del parc.

## Política i govern

### Principals ciutats
- Kàmianets-Podilski (Ка́м'янець-Поді́льський), a la riba del Smòtritx. Ciutat Patrimoni de la Humanitat (UNESCO), capital de la regió per uns 4 anys, des de la creació de l'óblast (sota el nom d'óblast de Kàmianets-Podilskyi) el 1937 fins al 1941.
- Khmelnitski (Хмельни́цький, abans del 1954: Проску́рів, Proskúriv), ciutat a la confluència del Ploska amb el Buh Meridional, capital de l'óblast des del 1941. És un centre de comerç, amb una multitud de mercats que atreuen comerciants i compradors de tota Ucraïna. Llocs d'interès de la ciutat inclouen el magnífic parc infantil fet per l'artista local, Fedir Kurtxí, amb materials recuperats, la magnífic plaça d'escultures "infantils" fetes per l'artista local Mazur, el teatre de titelles, anomenat Dyven, i el museu provincial d'art (Хмельницький обласний художній музей, o Хмельницький музей сучасного українського мистецва).
- Volotxisk (Волочиськ)
- Horodok (Городок)
- Deràixnia (Деражня)
- Dunàïvtsi (Дунаївці)
- Krassíliv (Красилів)
- Iziàslav, també Zàslav, Jéslav (Ізя́слав, Заслав, Жеслав), situat a la vora del riu Horin.
- Netíxin (Неті́шин)
- Slavuta (Славу́та)
- Starokostiantýniv (Старокостянти́нів), a la confluència de l'Ikopot amb el Slutx
- Xepetivka (Шепеті́вка)
- Polonne (Полонне)

### Altres municipis d'interès
- Medjíbij (ucraïnès: Меджи́біж, ídix: מעזשביזש), a la confluència del Bujok amb el Buh Meridional, conegut pel seu castell i per ser el lloc de d'habitatge del rabí Yisroel o Israel ben Eliezer (ídix: רבי ישראל בן אליעזר), també conegut com a Baal Shem Tov o Baal Xem Tov (ídix: בעל שם טוב), o simplement el Besht (escrit en català seria "el Bext", 1698-1760), considerat el fundador de l'hassidisme jueu.
- Zínkiv, poblet conegut pel seu pa negre artesanal i pels embotits
- Sútkivtsi, llogarret conegut per la seva església medieval fortificada.
- Letítxiv (Лети́чів), monestir dominicà i torre del castell
- Iarmòlintsi (Ярмо́линці)
- Sàtaniv o Sataniv (Сатанів), "assentament de tipus urbà" a la riba del Zbrutx (Збруч), es troba dins del Parc Nacional dels Tovtri (nom d'uns pujals) de Podíl·lia (Національний природний парк «Подільські То́втри»). És conegut per les seves aigües termals, té un nombre de balnearis, dits sanatoris (centres d'aigua termal). També té restes d'un castell (s. xiv-xvi, ruïnes), una sinagoga gòtica de pedra (s. xv) en estat semi-ruïnós, una torre-porta d'entrada antiga en estat semi-ruïnós, un monestir (s. xvi-xviii), i un espectacular cementiri jueu antic.

## Cultura

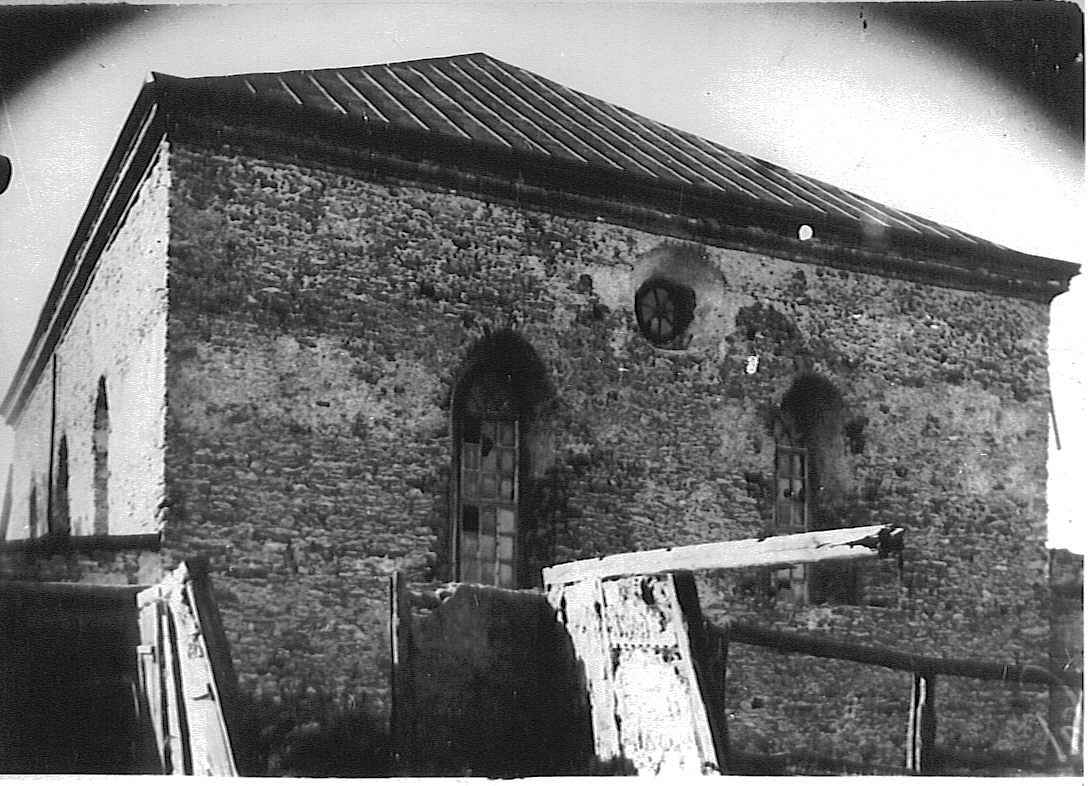
Antiga sinagoga o "xul" de pedra de Sirkes, a Medjíbij, possiblement del s., en una foto del 1935.

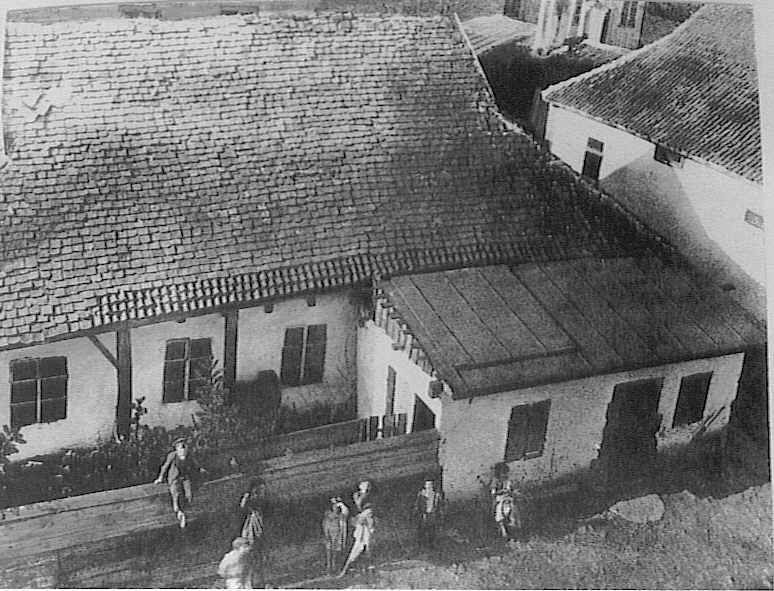
Antiga sinagoga o "xul" de fusta de Baal Xem Tov, a Medjíbij, circa 1915.

### Llocs i dades d'interès

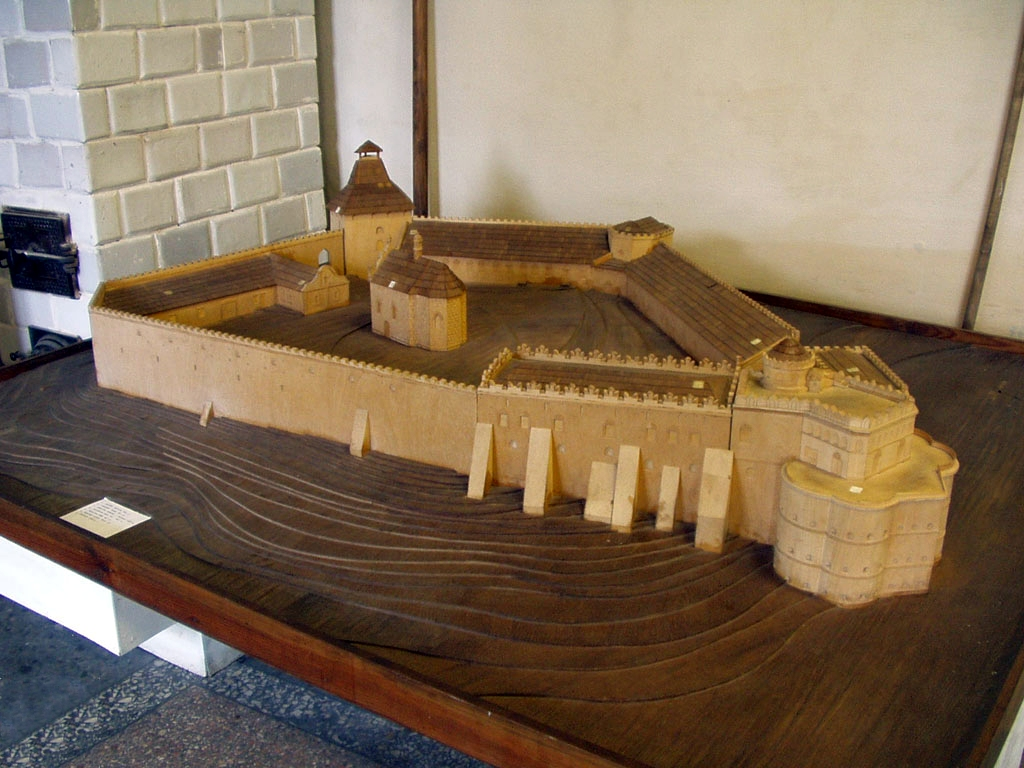
Imatge de la fortalesa de Medjíbij

- Kàmianets-Podilski, a la riba del Smòtritx. Ciutat Patrimoni de la Humanitat (UNESCO), té una ciutat vella ben preservada, un recinte fortificat-castell espectacular, i unes quantes esglésies de fusta antigues.
- A Starokostiantíniv, a la confluència del Ikopot amb el Slutx, hi ha uns edificis antics d'interès a la vora del riu en diferents estats de ruïna o recuperació - la fortalesa o castell dels Ostrozki (Замок Острозьких), una església en ruïnes, una torre - campanar fortificada. També a la vora del riu, de fet, dins l'aigua mateixa, hi ha una sèrie d'escultures de bèsties fantàstiques de diferents colors, escampades arreu pel delit de vianants i pescadors.
- A Sútkivtsi, l'església medieval fortificada. Una veritable joia.
- El monestir dominicà de Letítxiv. També hi ha les restes d'una fortalesa que va ser un notori camp de treball forçat durant la Segona Guerra Mundial.
- La magnífica fortalesa de Medjíbij, visitable i amb diversos museus a dins. A la ciutat de Medjíbij també hi ha la casa-museu (casa reconstruïda) del rabí Baal Xem Tov, considerat el fundador de l'hassidisme, més un monument als més de 3.000 jueus locals que van ser massacrats pels nazis el 1942.

### Personatges

#### Escriptors
- Oswald Burghardt o Iurii Klen (Юрій Клен, pseudònim de: Освальд Бурґгардт, Oswald Burghardt, poble de Serbínivka, Volínia (ara óblast de Khmelnitski), 1891 - 1947, Augsburg, Alemanya), poeta, traductor i crític ucraïnès d'origen alemany, les seves obres es publicava sota el pseudònim de Iurii Klen. Va néixer a una família de comerciants alemanys que vivien a una colònia alemanya a Ucraïna. Sota l'imperi Rus i durant la Primera Guerra Mundial, va ser exiliat a Arkhànguelsk, a l'extrem nord de la Rússia Europea, prop de la mar Blanca, per ser colon alemany, però va poder tornar a Ucraïna després de la revolució, on va començar a escriure poesia en ucraïnès. Va formar part del moviment neoclassicista dels anys 20 sota Mikola Zerov. Va publicar la seva poesia a revistes literàries a partir del 1924, però la seva més gran contribució va ser la traducció a l'ucraïnès de poesia en alemany, francès i anglès. El 1931, va poder emigrar, salvant-se de les pitjors purgues d'intel·lectuals ucraïnesos sota Stalin, tot i que aquest va ser un dels temes centrals de la seva obra. A l'exili, va ensenyar literatures eslaves a les universitats de Munster (Alemanya), Innsbruck (Àustria), i Praga (Txecoslovàquia).
- Mikola Txirski (Мико́ла Чи́рський, Kàmianets-Podilski, 1903-1942), poeta i dramaturg ucraïnès. El 1919 va lluitar amb l'Exèrcit d'Ucraïna, el 1920 va estar en un camp a Polònia, on va començar a escriure a la revista del camp, junt amb el qual seria el conegut poeta de l'"escola ucraïnesa de Praga", el Iuri Darahan (Юрій Дараган, 1894-1926) i el poeta de la diàspora Ievhén Malaniuk (Євге́н Маланю́к, 1897-1968), entre d'altres. Després va viure a Praga i Budapest, abans de tornar al seu país el 1928, quan va treballar en el teatre a Újhorod, per després tornar a Budapest. Va tornar a la seva ciutat natal el 1941 però morí de tuberculosis un any més tard.
- Mikola Bajan (Микола Платонович Бажан, Mykola Platónovytx Bajan, Kàmianets-Podilski, 1904 – Kíiv, 1983), poeta, publicista, filòsof, traductor i personatge públic. Traduïa del georgià, alemany, anglès i polonès, i com a traductor, és conegut en particular per la seva traducció del poeta georgià, Shota Rustaveli (შოთა რუსთაველი, 1172?-1216?).
- Khariton Dovhaliuk (Харитон Довгалюк, poble de Krivoluka, Volínia (ara óblast de Khmelnitski), 1916 - Rochester, NY, EUA, 2006), escriptor, periodista i sacerdot, va escriure 4 novel·les en ucraïnès, totes publicades a Buenos Aires.
- Heràs Sokolenko (Герась Соколенко, pseudònim de: Герасим Шмигельський, Heràssim Xmihelski, poble de Míxlia, Volínia (ara óblast de Khmelnitski), 1920 - Markt Bohrau en alemany, Borów en polonès, 1945), poeta, periodista i activista ucraïnès, la seva poesia és d'estil romàntic. Publica les seves obres a revistes literàries ucraïneses arreu d'Ucraïna i a Praga. El 1943, quan entren les forces alemanyes, és detingut per formar part de la resistència ucraïnesa i passa 4 mesos a la presó a Xepetivka abans de ser condemnat a treballs forçats a Alemanya. S'escapa i torna a la seva regió, on viu de clandestí. Detingut de nou, a Iziàslav, aquesta vegada és enviat a Silèsia, on fa treballs forçats com a "Ostarbeiter". Quan entra l'exèrcit roig, és mobilitzat a servir en el regiment de càstig (amb presoners del Gulag, presoners alliberats del camps nazis, etc.), on mor.
- Ivan Iov (Іва́н Па́влович Іо́в, Ivan Pàvlovitx Iov, poble de Kàmianka, óblast de Dnipropetrovsk, 1948 — 2001), poeta, treballava en el camp de la poesia sonora i experimental. També va treballar com a periodista a Ivano-Frankivsk, Khmelnitski i l'óblast de Kíiv. Estudià filologia a Kàmianets-Podilski.
- Pavló Hirnik (Павло́ Микола́йович Гірни́к, Pavló Mikolàiovitx Hirnik, Khmelnitski, 1956), poeta, fill del també poeta, Mikola Hirnik, i de l'etnògrafa, Tamara Dmítrivna Hirnik (Тамара Дмитрівна Гірни́к). Va estudiar filologia a Kàmianets-Podilski i pedagogia a Kíiv, a més de prendre cursos de literatura a Moscou, després treballà de mestre d'escola a uns quants pobles d'Ucraïna i va estar involucrat amb Dyven, el teatre de titelles de Khmelnitski, encarregat de l'aspecte literari (la dramatúrgia). A més d'altres premis, ha sigut guardonat amb el Premi Nacional d'Ucraïna Taràs Xevtxenko el 2009 per la seva poesia. Viu a la petita ciutat de Deràjnia, óblast de Khmelnitski.
- Íhor Rimaruk (І́гор Микола́йович Римару́к, Íhor Mikolàiovitx Rimaruk, poble de Miakoti, Volínia (ara óblast de Khmelnitski), 1958 - Lviv, 2008), poeta de gran renom i redactor, va ser el redactor en cap del diari Sutxasnist («Сучасність», "Actualitat"), el redactor en cap de l'editorial de literatura contemporània ucraïnesa, "Dnipró" (видавництво «Дніпро́»), i assessor al Ministre de Cultura en temes d'edició de llibres. També va fer-se càrrec de l'antologia del Poetes del Vuitanta, els Visimdessiàtniki («Вісімдесятники», Edmonton, 1990). El 2002, va rebre el Premi Nacional d'Ucraïna Taràs Xevtxenko. La seva poesia s'ha traduït a nombroses llengües, i s'ha publicat en antologies de poesia ucraïnesa en alemany, anglès, suec, castellà, romanès, polonès i rus. El 2008, va morir en un tràgic accident a Lviv, atropellat per un cotxe.

#### En les arts
- Paolo Fontana (ucraïnès: Паоло Антоніо Доменіко Фонтана; nom complet en italià: Paolo Antonio Domenico Fontana; polonès: Paweł Antoni Fontana, Castello di Pellizzanno, Província de Trento, Itàlia, 1696 - Zàslav, 1765), arquitecte italià i ucraïnès, un dels principals exponents del barroc a Volínia.
- Georgi Veréiski o Heorhi Veréiski (Гео́ргій Семе́нович Вере́йський, Proskúriv, imperi Rus, ara Khmelnitski, 1886 - Leningrad, URSS, ara Sant Petersburg, 1962), artista gràfic rus, va començar els seus estudis a Khàrkiv, sota l'artista ucraïnès, Ièhor Xréider (Єго́р Єго́рович Шре́йдер, Kherson, 1844-1922). El 1962, va rebre el títol honorari d'"Artista popular de l'URSS".
- Vitali Iúrtxenko (Віталій Васильович Юрченко, ciutat de Xepetivka, 1935), cineasta, editor de cinema, des del 1968 treballa a l'estudi de cinema artístic de Kíev, on ha treballat en incomptables pel·lícules.
- Liudmila Màzur (Людмила Oлександрівна Мазур, Liudmila Oleksàndrivna Màzur, poble de Salnítsia, antic raion d'Ulanivsk, ara raion de Khmilnitski, óblast de Vínnitsia 1947 - Kíiv 2000), pintora, artista gràfica, "monumentalista" que vivia a Khmelnitski. En la seva obra gràfica, usava una curiosa tècnica popular de collage amb retalls molt fins anomenada vitinanka (витинанка), o en plural: vitinanki. Entre altres llocs, es poden veure les seves obres a Lviv (Museu d'etnografia i d'art decoratiu), Khmelnitski (Museu d'art modern de Khmelnitski i Museu d'art de l'óblast de Khmelnitsi) i Sumi (Muse d'art de Sumi). Vegeu unes obres a aukro.ua Arxivat 2009-10-31 a Wayback Machine.
- Mikola Mazur (Микола Іванович Мазур, Mikola Ivànovitx Màzur, un poble al krai de Krasnodar, Rússia, 1948), escultor ucraïnès de Khmelnitski, marit de la pintora Liudmila Mazur i pare del també escultor, Bohdan Mazur. Per veure algunes de les escultures de Mikola a Khmelnitski, Starokostiantíniv (óblast de Khmelnitski), Mirni (Rússia) i altres llocs, vegeu l'article "Obres d'art fetes de ferralla" (en ucraïnès) - les seves obres comencen a partir de l'elefant i els micos en tons roigs i van fins a la fi de la pàgina. Malauradament, algunes de les obres fotografiades ja no existeixen, per desídia i desinterès del govern local i d'altres propietaris com ara l'hotel Podíl·lia, que en va desmuntar tot un parc d'escultures. Més escultures es poden visionar a l'article "Els quimeres metàl·lics de Mikola Mazur apareixen de nou"[Enllaç no actiu], del 2009. Són algunes de les escultures desmuntades per l'hotel Podíl·lia i ara recuperades i emplaçades en un altre lloc de la ciutat.
- Fédir Kurktxí (Федiр Iванович Куркчi), pintor, interiorista, pintor decoratiu, escultor, pare del pintor Oleksandr Kurktxí. Ha viscut a Khmelnitski.
- Mikhailo Nikolàiev i dona - mestres titellaires, creadors de titelles, pintors, a Dyven, el teatre de titelles de l'óblast de Khmelnitski.
- Oleksandr Antoniuk (Олександр Антонюк, Kàmianets-Podilski, 1971), pintor, escultor "trouvé", viu a Khmelnitski. Vegeu la seva obra a la seva pàgina oficial Arxivat 2010-11-29 a Wayback Machine. (en ucraïnès i anglès).
- Oleksandr Kurktxí (Oлександр Куркчi, Khmelnitski, 1972), pintor, fill del també pintor, Fédir Kurktxí, viu i treballa principalment a Khmelnitski. Vegeu la seva obra a la seva pàgina oficial Arxivat 2012-01-11 a Wayback Machine. (en rus i anglès).

#### Músics
- Ielena Kàmburova (rus: Елена Антоновна Ка́мбурова, ucraïnès: Олена Антонівна Камбурова, Olena Antònivna Kàmburova, Novokuznietsk, a l'óblast de Kémerovo, Sibèria, Rússia, URSS, 1940), cantant i actriu russa que es va criar a Ucraïna, a l'óblast de Khmelnitski.
- Mixa Alpérin (rus: Михаил Ефимович Альперин, Mikhaïl Iefímovitx Alpérin, o Миша Альперин, Mixa Alpérin; en ucraïnès: Миха́йло Юхи́мович Альпе́рін, Mikhailo Iukhímovitx Alpérin; en noruec i anglès: Mikhail "Misha" Alperin, Kàmianets-Podilski, 1956), pianista, compositor i pedagog del jazz d'origen moldau, ucraïnès i rus, fill de la professora de música Sara Alpérin (Сарa Савельевнa Альперiн) i de l'escriptor i periodista Iukhim Alpérin (Юхим Альперін, també de l'óblast de Khmelnitski), és reconegut internacionalment com un dels grans. Va co-fundar el llegendari Moscow Art Trio, amb qui toca des del 1990. Toca arreu, tant sol com amb el trio. Ha col·laborat amb molt músics, d'entre ells el grup Huun-Huur-Tu, de la república autònoma de Tuvà (dins de la Federació Russa a Sibèria meridional, tocant a Mongòlia). Des del 1991, viu a Oslo, on treballa d'instructor a l'Acadèmia de Música de Noruega.
- Oleksandr Ponomariov (Олекса́ндр Вале́рійович Пономарьо́в, Khmelnitski, 1973), cantant ucraïnès, ha rebut el títol honorari oficial estatal d'"Artista popular d'Ucraïna" el 2006.

#### Activistes, revolucionaris, insurgents
- Ustim Karmaliuk (Усти́м Яки́мович Кармaлю́к, Ustim Iakímovitx Karmaliuk, també Кармeлюк, Karmeliuk; poble de Holóvtxyntsi, Podilska hubèrnia, ara el poble de Karmaliúkove, óblast de Vínnytsia, 1787 — poble de Xliakhoví Korítxintsi, óblast de Khmelnitski, 1835), heroi nacional ucraïnès, anomenat el "Robin Hood de Podíl·lia" o el "Robin Hood d'Ucraïna", serf-pagès tornat bandoler revolucionari, va ser líder del moviment insurgent a Podíl·lia el 1813—1835 contra l'opressió del poble a mans de l'imperi Rus.

#### Científics
- Sviatoslav Fiodorov (Святослав Николаевич Фёдоров, Sviatoslav Nikolàievitx Fiodorov, Proskúriv, (ara Khmelnitski), 1927 - Moscou, 2000), oftalmòleg, cirurgià de l'ull, professor i polític d'origen rus. Un dels pioners de la cirurgia refractiva, inventor del procediment quirúrgic de la queratotomia radial.
- Ohienko, lingüista.

#### Esportistes
- Serhí Petrenko (Сергі́й Володи́мирович Петре́нко, Serhí Volodímirovitx Petrenko, Khmelnitski, 1956), campió olímpic del piragüisme per l'URSS dues vegades.

#### Religiosos
- El rabí Yisroel o Israel ben Eliezer (ídix: רבי ישראל בן אליעזר), també conegut com a Baal Shem Tov o Baal Xem Tov (ídix: בעל שם טוב), o simplement el Besht (escrit en català seria "el Bext", poble d'Okopy, óblast de Ternópill, 1698- Medjíbij, 1760), considerat el fundador de l'hassidisme jueu.

#### Personatges de la diàspora vinculats a l'óblast
- Alberto Gerchunoff (Proskúriv, (ara Khmelnitski), imperi Rus, 1883 - Buenos Aires, Argentina 1950), escriptor i periodista argentí d'origen jueu, va immigrar a l'Argentina a l'edat de 5 anys. Va escriure moltes novel·les i altres obres en castellà, el més conegut d'entre ells: Los gauchos judíos (1910, edició expandida: 1936), una sèrie de relats que es poden llegir com una novel·la i que conten històries dels jueus immigrats a l'Argentina. Aquesta obra després fou portat al cinema.
- Ariel Durant (ucraïnès: Аріе́ль Дюра́н, nom de naixement: Хая Кауфман, Khàia Kaufman; en anglès: Ariel Durant, Chaya Kaufman, Proskúriv (ara Khmelnitski), imperi Rus, 1898 – Los Angeles, EUA, 1981), escriptora nord-americana d'origen jueva ucraïnesa, va emigrar als EUA, on va començar a escriure en anglès. Es va casar amb el també escriptor i filòsof Will Durant. Coneguts per la seva obra conjunta enciclopèdica, The Story of Civilization (La història de la civilització, 11 volums, 1935-75).
- Rose Pesotta (nom original: Rakhel Peisoti, Deràjnia, Ucraïna, 1896 - EUA, 1965), militant anarcosindicalista i feminista, va néixer en una família de comerciants jueus amb una tradició d'activisme polític en la línia de l'anarquisme. La seva mare era una destacada agitadora cultural de la seva comunitat. Va immigrar el 1913, quan tenia 17 anys.

## Història
La part sud de l'óblast cobreix una part de la regió històrica i etnocultural de Podíl·lia o Podòlia (Поділля), que es menciona per primera vegada al segle xiv. Després passa a formar part del Подільська губернія, Podillska Hubèrnia, sota l'Imperi Rus i la Unió Soviètica de 1797 a 1925, amb el parèntesi de la República Ucraïnesa de 1918. La part nord de l'óblast, d'altra banda, ocupa una part de la regió històrica i etnocultural de Volínia (Волинь), que es menciona per primer cop el 1077. Després passa a formar part de la Волинська губернія, Volynska Hubèrnia, sota l'Imperi Rus i la Unió Soviètica de 1792 a 1925, amb el parèntesi de la República Ucraïnesa de 1918). També conté una petita part, al nord-est, de la regió històrica i etnocultural de Políssia (Полісся). La primera capital de l'óblast era Kàmianets-Podilski, però després es va canviar a l'actual capital de Khmelnitski (des del 1941), ciutat que abans del 1954 es deia Proskúriv, però el govern de la Unió Soviètica va decidir canviar-li el nom en honor del Hétman o líder cosac, líder d'Ucraïna i heroi nacional Bohdan Khmelnitski (1596-1657), d'acord amb una política general de desarrelament.

## Galeria d'imatges

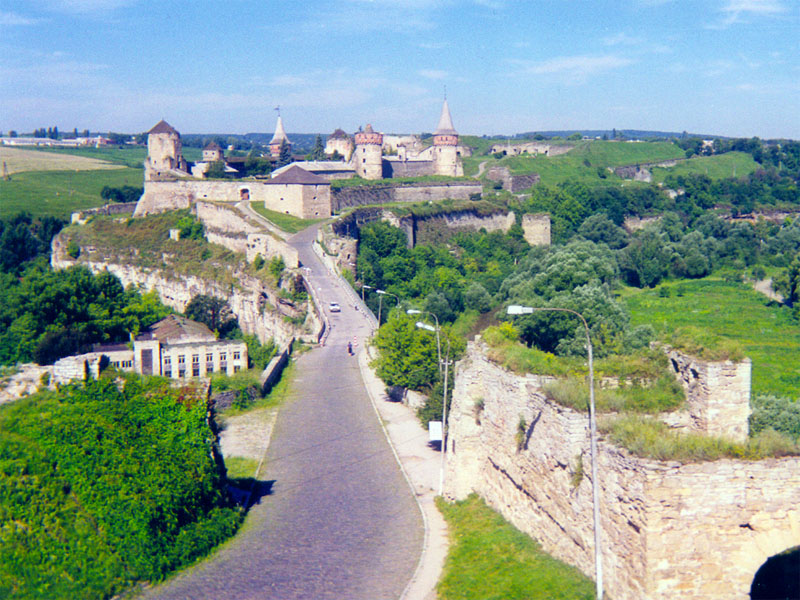
Kàmianets-Podilski, monument nacional i Patrimoni de la Humanitat.
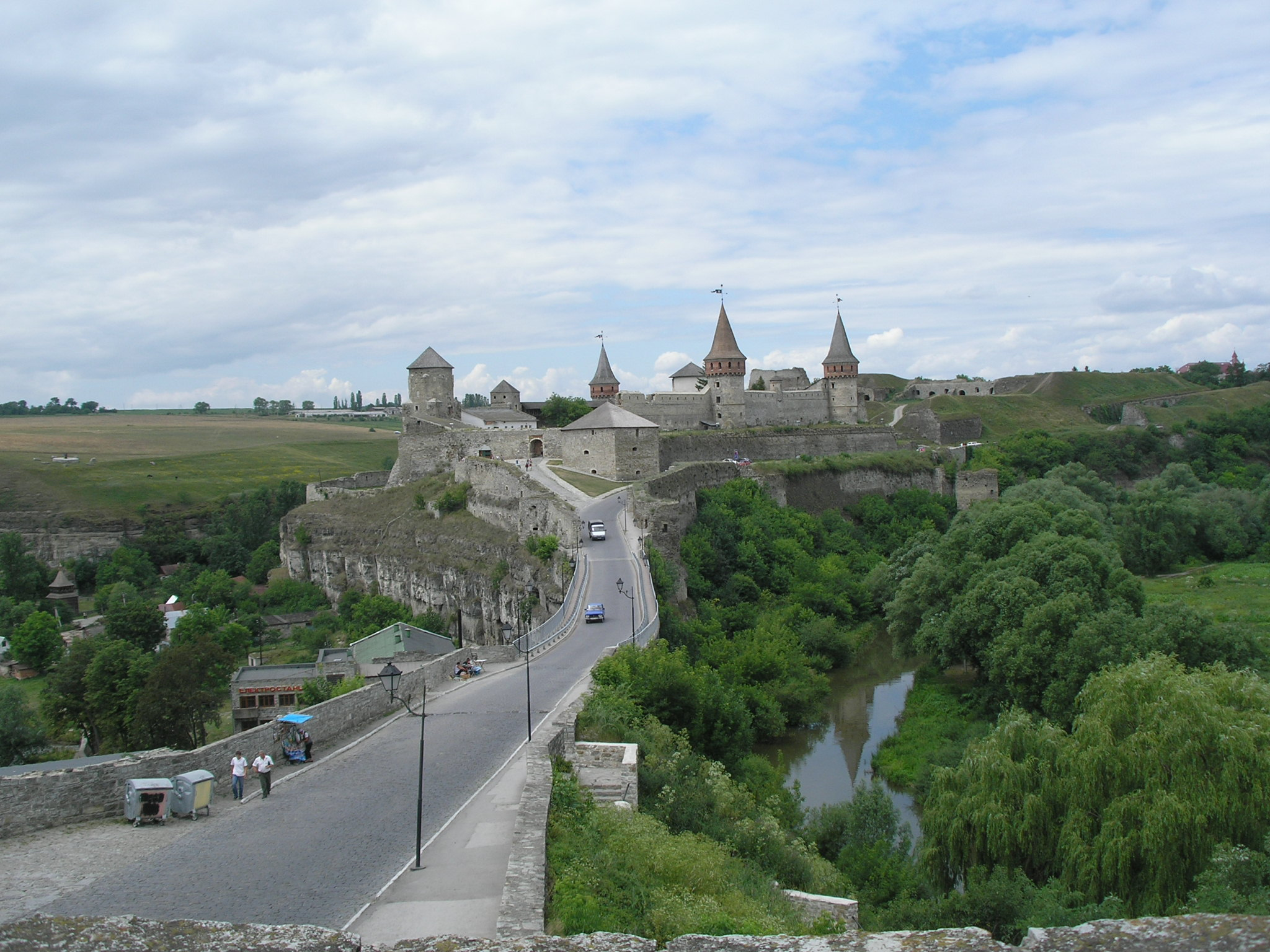
La part fortificada de Kàmianets-Podilski des de més distància.
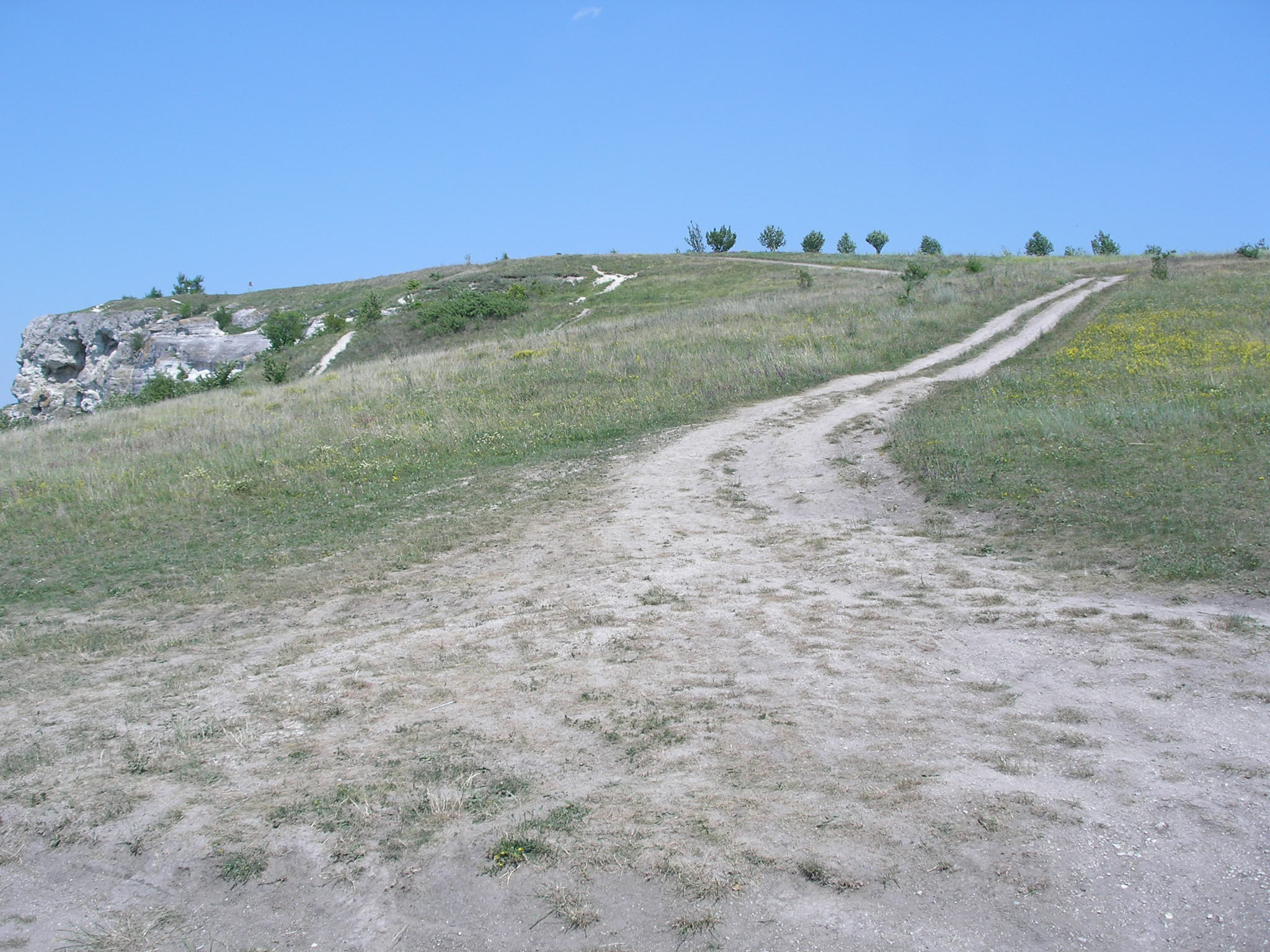
Parc Nacional dels Podílski Tovtri
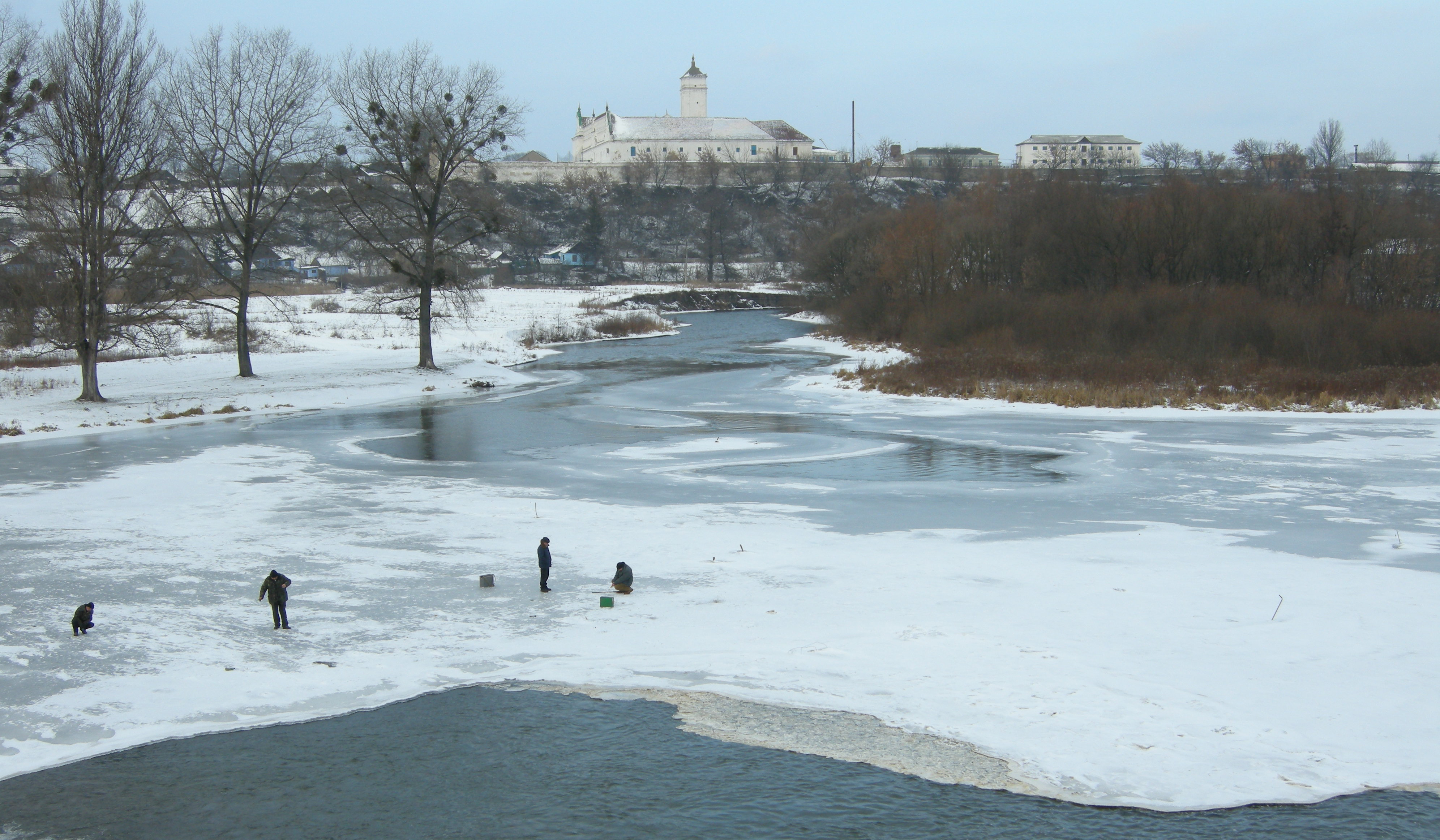
El riu Horyn al seu pas per Iziàslav
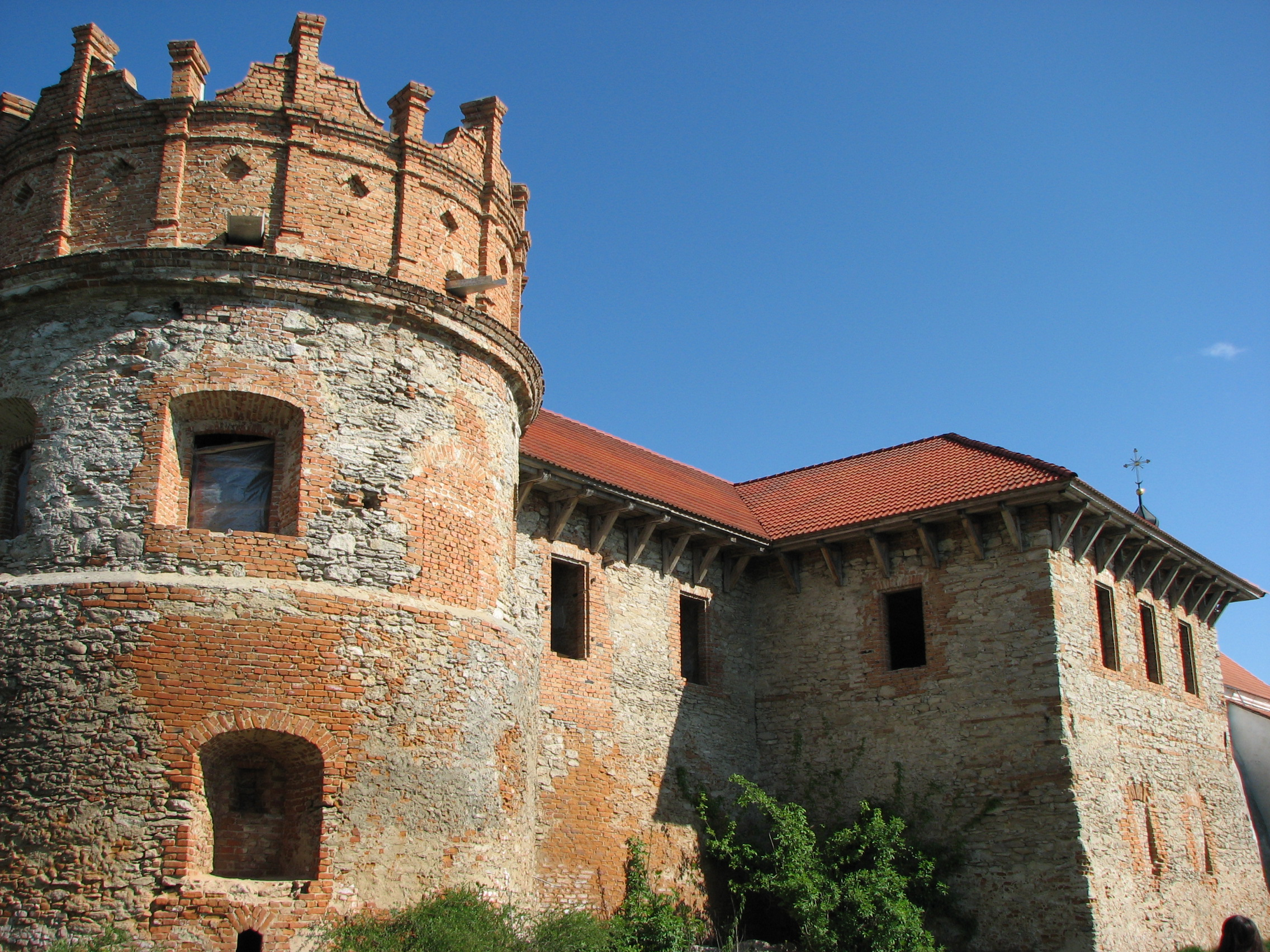
Fortalesa a Starokostiantíniv
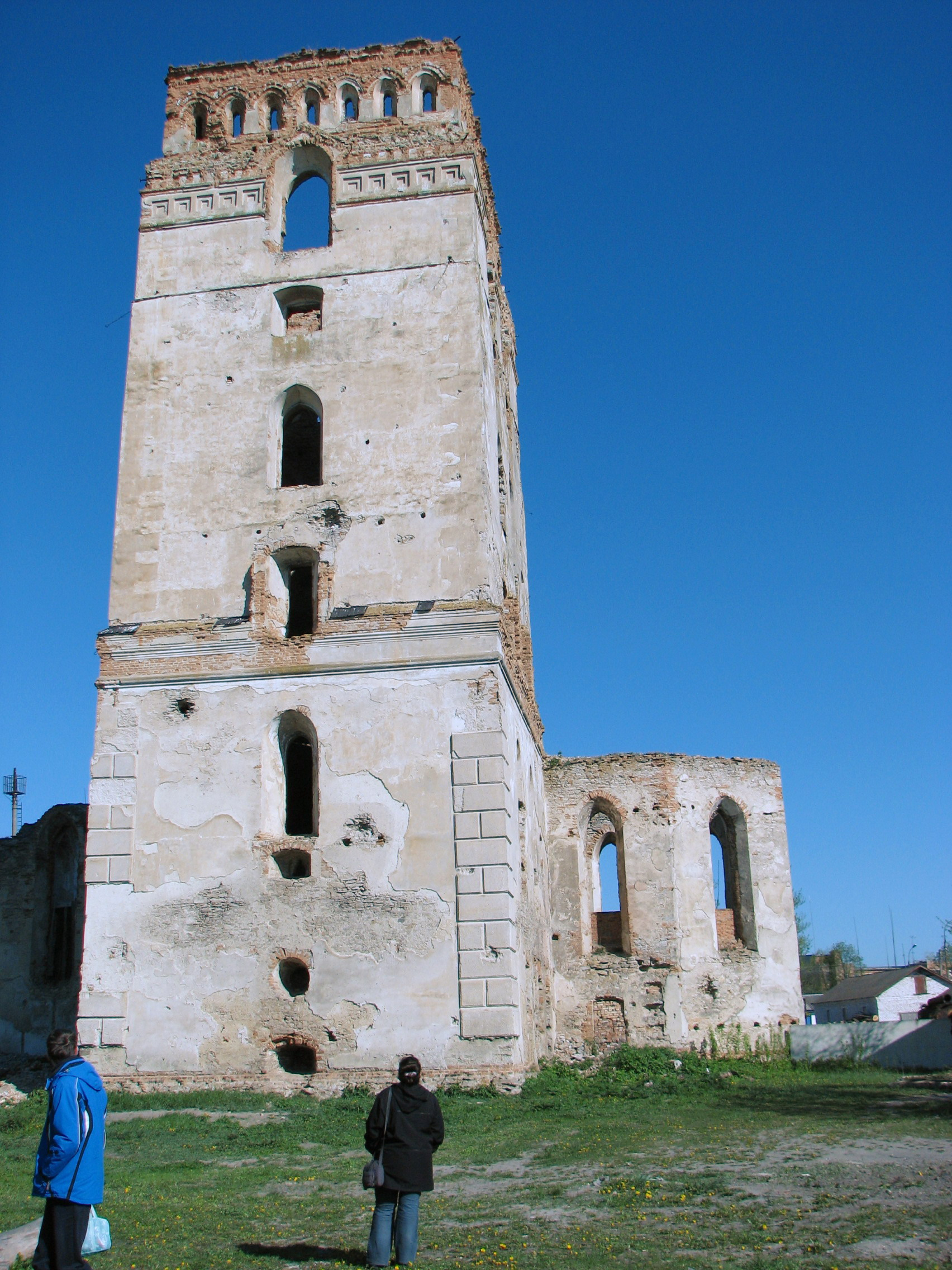
Antiga torre de defensa a Starokostiantíniv.
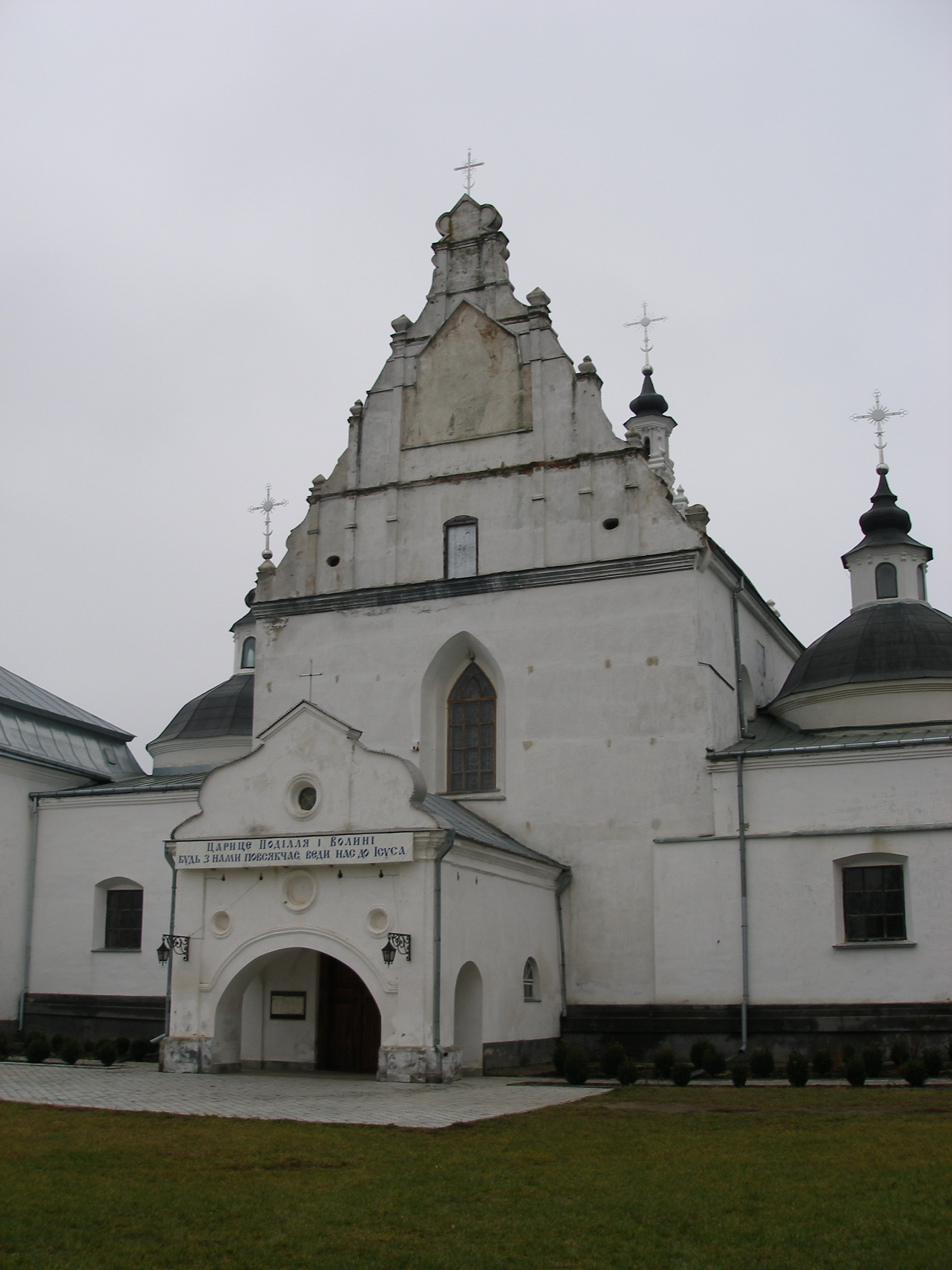
Convent dominicà de Letýtxiv.
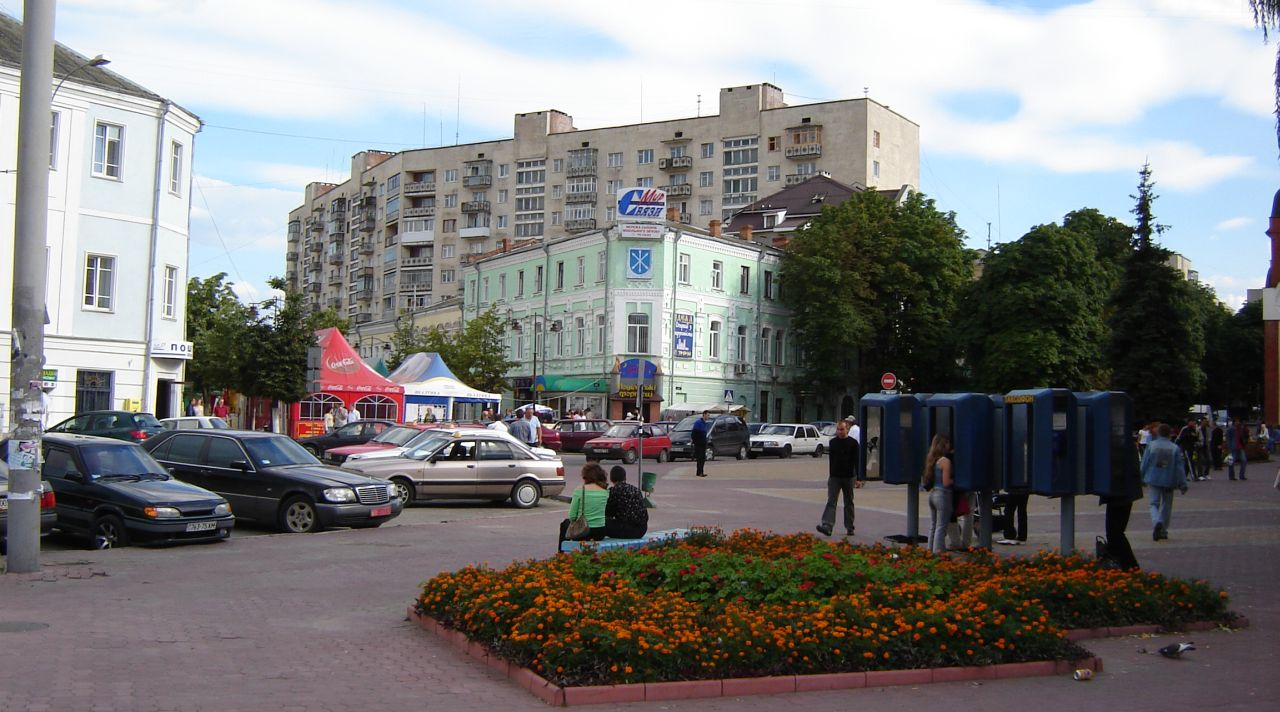
Khmelnitski, el carrer Proskúriv, un carrer central de passeig.
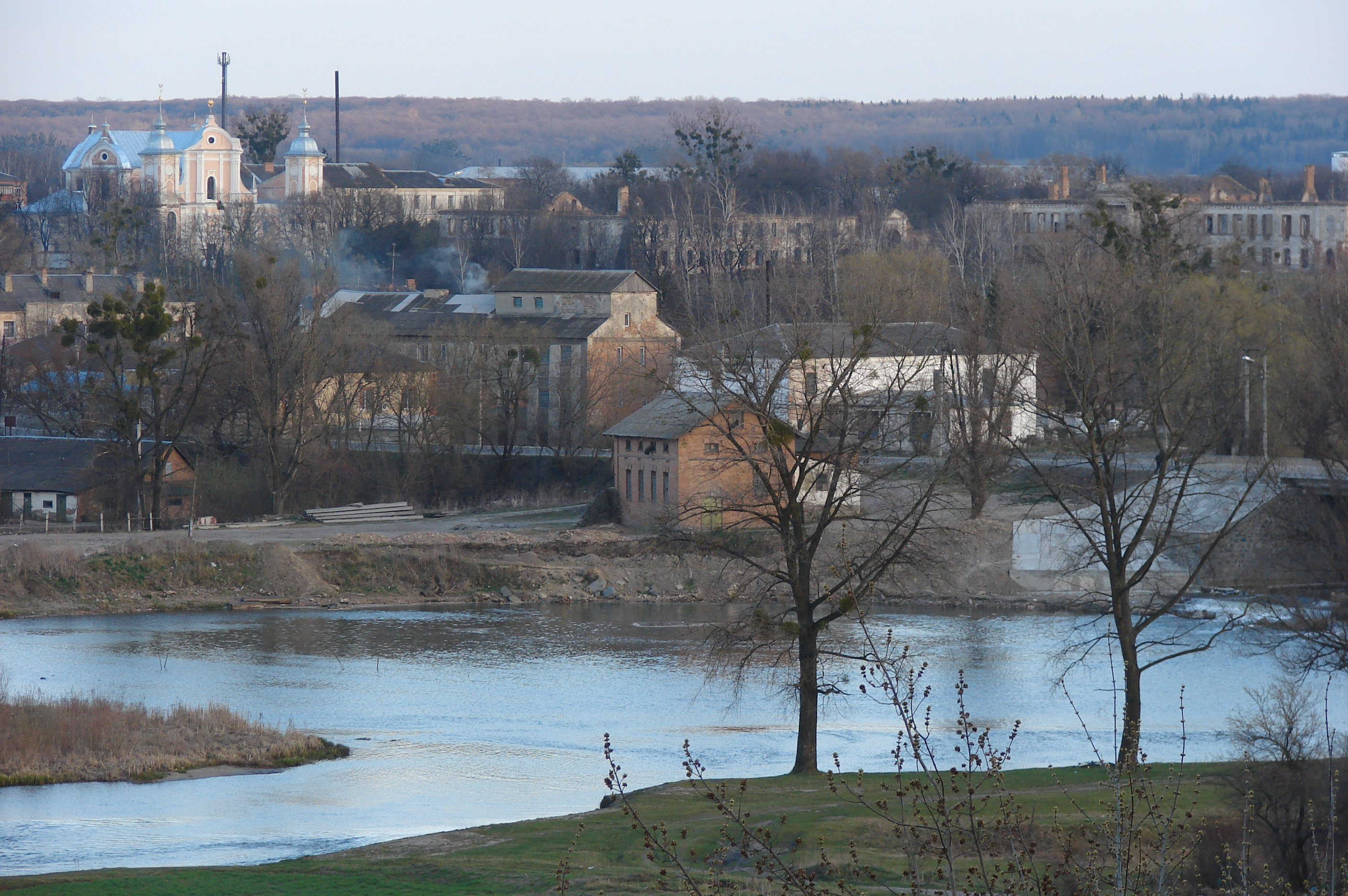
Vista del riu Horin a Iziàslav.
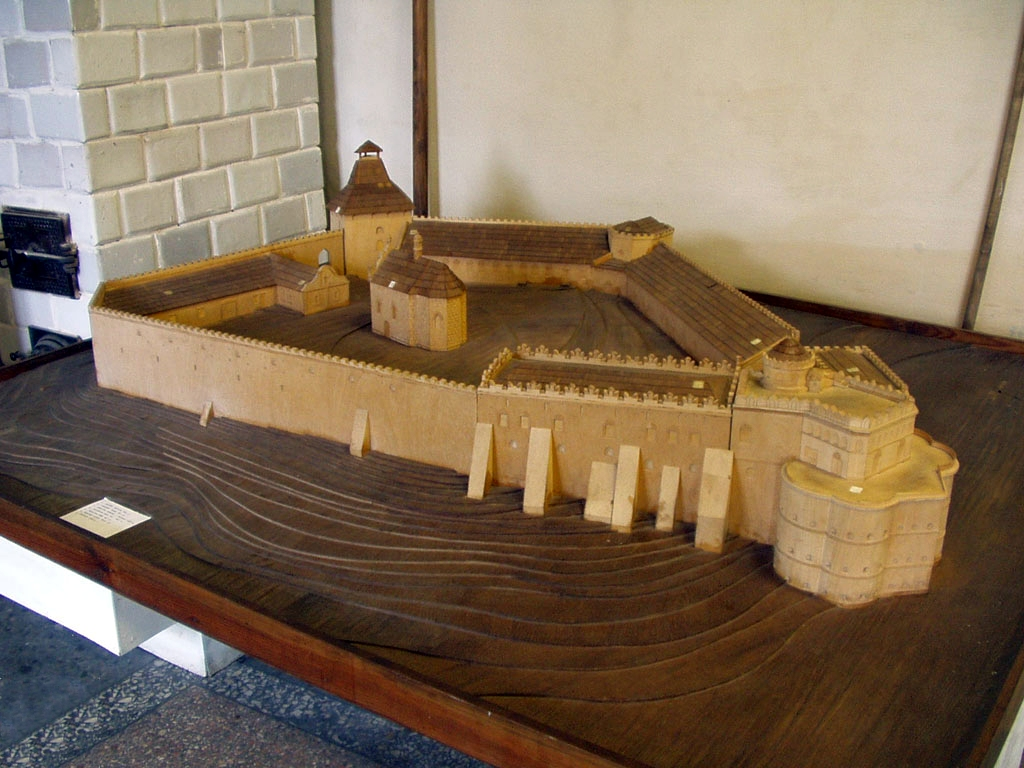
Maqueta de la fortalesa de Medjíbij.